# 袋駅 (富山県)
袋駅（ふくろえき）は、富山県富山市上袋にあった富山地方鉄道笹津線の駅（廃駅）である。笹津線の廃線に伴い1975年（昭和50年）4月1日に廃駅となった。

## 歴史
- 1951年（昭和26年）12月20日：富山地方鉄道笹津線日本繊維前駅 - 蜷川駅（後の赤田駅）間に新設開業[1][2][3][注釈 1]。旅客のみ取扱い[2]。
- 1975年（昭和50年）4月1日：笹津線の廃線に伴い廃止となる[1][2][3][4]。

## 駅構造
廃止時点で、単式ホーム1面1線を有する地上駅であった。ホームは線路の東側（地鉄笹津方面に向かって左手側）に存在した。転轍機を持たない棒線駅となっていた。
無人駅となっていた。駅舎は無いがホームに待合所代わりの上屋を有した。

## 駅周辺
田圃の中に位置した。
- 国道41号（越中東街道）
- 富山県道56号富山環状線 - 当駅廃止後の開通。
- 明神社 - 駅の隣（東側[5]）。
- 太田用水

## 駅跡
1998年（平成10年）時点では、コンビニエンスストア・サークルKサンクス上袋店の北側附近に位置が確認出来た。2007年（平成19年）9月時点では駅跡の特定は困難であり、名残を見つけることは出来なかった。
また、当駅跡附近の線路跡は、1998年（平成10年）時点では当線廃線後に南富山駅 - 日本繊維前駅の間を東西に走る形で開通した国道359号の取付け道路附近から田村町駅跡南側付近までは2車線の舗装道路となっていた。2008年（平成20年）時点でも同様で、当駅跡附近の道路は市道であった。

## 隣の駅
富山地方鉄道
笹津線
日本繊維前駅 - 袋駅 - 赤田駅